# Istituto sperimentale delle Ferrovie dello Stato
L'Istituto Sperimentale è stato l'organo tecnico-scientifico delle Ferrovie dello Stato Italiane per la sperimentazione, la consulenza e la ricerca relative alle problematiche connesse con l'esercizio ferroviario.

## Storia
Subito dopo l'istituzione delle Ferrovie dello Stato, avvenuta nel 1905, l'ing. Riccardo Bianchi, primo direttore generale, sentì l'esigenza di fondare l'Istituto Sperimentale per dare alla nuova amministrazione ferroviaria i mezzi scientifici e tecnici di collaudo e controllo dei materiali. L'Istituto Sperimentale, cui venne data sede nel prestigioso edificio della vecchia stazione di Roma Trastevere (situata in piazza Ippolito Nievo), ha avuto fin da principio il compito di effettuare studi, ricerche e sperimentazioni atte a definire le caratteristiche tecniche dei materiali per la costruzione e per l'esercizio ferroviario e per elaborare le relative specifiche di fornitura.
L'Istituto nasce con la concentrazione in Roma Trastevere delle attività di sperimentazione svolte in ferrovia. I suoi compiti sono la sperimentazione su materiali da costruzione, la geologia dei nuovi tracciati ferroviari, il controllo della componentistica del materiale rotabile e consulenze e perizie tecniche. Importante è anche il controllo dei veicoli adibiti al trasporto di derrate alimentari deperibili in regime termico controllato (prove ATP, ove ATP è l'acronimo che sta per Accord Transport (denrées) Périssables).
Nel 1926 l'Istituto viene posto alle dirette dipendenze del Ministero delle Comunicazioni con la denominazione di Istituto Sperimentale Sezione Ferroviaria (in analogia all'Istituto Sperimentale Sezione Postale) e amplia i propri campi di attività. Nel 1939 diviene laboratorio ufficiale. La Sezione Postale, che è confinante con la Sezione Ferroviaria, sul viale del Re, divenuto dopo il 1943 Viale Trastevere, nel tempo verrà chiamato Istituto Superiore delle Telecomunicazioni.
I settori di attività erano: Meccanica e Fisica Tecnica, Elettrotecnica ed Elettronica, Ingegneria civile e Geologia, Ambiente, Chimica e merceologia, Inquinamento chimico, Normativa per il trasporto merci pericolose. L'Istituto era dotato dello Staff informatica (in precedenza Staff Edp), coordinato dall'ing. Aldo Iacobini.
L'Istituto Sperimentale, in quanto centro prove e ricerche delle Ferrovie dello Stato, ha svolto importanti attività, tra le quali il Treno Verde. Collaborava con organismi nazionali e internazionali. Con la privatizzazione delle FS è stato inserito nella Direzione Tecnica di RFI. 
Nel 2002 la sede fu spostata a Portonaccio.
Con la Disposizione Organizzativa n. 126/AD del 17 settembre 2012 "Rete Ferroviaria Italiana".... si legge ... "entro la fine del corrente anno le strutture organizzative Certificazione di Sicurezza e Conformità ed Istituto Sperimentale sono soppresse".
Tra i direttori dell'Istituto Sperimentale, tutti ingegneri, ci sono Riccardo Bianchi, Ugo Cantutti, Giulio Giovanardi, Cesa De Marchi, Attilio Zocca, Evangelista Cioffi e Alvaro Fumi.